# Masatoshi Wakabayashi
Masatoshi Wakabayashi (若林 正俊?, Wakabayashi Masatoshi; Nagano, 4 luglio 1934 – Tokyo, 11 novembre 2023) è stato un politico e funzionario giapponese.

## Biografia
Nato a Shinonoi, attualmente parte della città di Nagano, il 4 luglio 1934, Wakabayashi si laureò in giurisprudenza presso l'Università imperiale di Tokyo.

### Carriera politica
Entrò in politica dopo essersi laureato, lavorando all'interno del ministero dell'agricoltura, delle foreste e della pesca (ai tempi chiamato solo ministero dell'agricoltura e delle foreste).
Rimasto dentro al dicastero per circa venticinque anni, aderì al Partito Liberal Democratico in occasione delle elezioni parlamentari del 1983, nelle quali si candidò come membro della Camera dei rappresentanti per il primo distretto di Nagano. Vinse il seggio, venendo rieletto nel 1986 e nel 1993, ma non nel 1990 e nel 1996. Nel 1998 divenne invece membro della Camera dei consiglieri, essendosi candidato per la sua prefettura.
Nel 2006 venne nominato dal primo ministro Shinzō Abe ministro dell'ambiente, ricoprendo la carica per quasi un anno. Nell'ultima parte del mandato assunse temporaneamente anche l'incarico di ministro dell'agricoltura dopo il suicidio del ministro Toshikatsu Matsuoka e le dimissioni di Norihiko Akagi.
Successivamente uscì dal gabinetto politico a seguito di un rimpasto di governo, rientrando però pochi giorni dopo a causa delle dimissioni di Takehiko Endō. Venne confermato anche nel governo di Yasuo Fukuda.
Nel 2010 si dimise dall'incarico di consigliere dopo che si venne a sapere che, in occasione di una votazione nella Dieta aveva votato anche per il collega parlamentare assente, Mikio Aoki, senza il suo consenso. Come parlamentare gli successe il figlio, Kenta Wakabayashi, eletto alle elezioni del 2010.

### Morte
Masatoshi Wakabayashi morì a Tokyo l'11 novembre 2023, all'età di 89 anni.